# Skräck i sommarnatt / Kalla kårar
Skräck i sommarnatt / Kalla kårar - en serie radioprogram från Sveriges Radio där skräcknoveller lästes upp av Björn Granath. Programmet började sändas sommaren 1981 i P3, men övergick från 1983 till P1.

## Rubriktext
Torsten Jungstedt lanserade tidigt skräckberättelser i radio. Han översatte och läste HP Lovecraft, Edgar Allan Poe och Robert Bloch i programmet Mannen i svart under 1950-talet, där även Olof Thunberg medverkade. Denna tradition tog Skräck i sommarnatt / Kalla kårar vidare genom nyskrivna texter av svenska författare. Björn Granaths uppläsningar blev legendariska och stilbildande. Programmen var cirka 30 minuter och inleddes med en stämningsfull signatur som 1987 fick en ovanligt skräckfylld form. Producenter för programserien var Tomas Blom och Birgitta Hylander.

## Avsnitt (i urval)
- Barnen från Ria-Ra - Claes Samson
- Belägringen - Anders Mathlein
- Brunnen och pendeln - Edgar Allan Poe
- Den andra rösten - Stefan Mählqvist
- De obeskrivbara -  Ove Magnusson
- Det ska inte sättas flera dopp ikväll - Anderz Harning
- Det är dom som lever - K Arne Blom
- Dubbel glädje - Anders Mathlein
- Enoch - Robert Bloch
- Ett egendomligt lugn - Carl-Johan Seth
- En doft av tystnaden - Anders Mathlein
- Ett frostigt ingenting - Carl-Johan Seth
- Filip II:s förbannelse - Ove Säverman
- Fingrarna  - Ernst Brunner
- Gravkyrkan - Ted Roper
- Halshuggningen - Ingemar Unge
- Hans egen lilla prinsessa - Anderz Harning
- Hans historia - Stefan Mählqvist
- Här händer ingenting - Anderz Harning
- I ormens tecken - Stefan Mählqvist
- I samma vatten - Birgitta Stenberg
- Jungfrun på Karlaplan - Reidar Jönsson
- Kattmat - Thomas Forsberg
- Kom i skogen, kom, o, kom - Lena Persson
- Kvinnan i svart - Susan Hill
- Mannen som inte kände igen sig - Ragnar Strömberg
- Meddelande från Tillsynsmyndigheten för obegångna brott - Peter Schildt
- Myren -  Thomas Botwid
- Resans slut - K Arne Blom
- Riven av rovdjur - M.R. James
- Semestern som gick upp i rök - Täppas Fogelberg
- Sista kapitlet - Pelle Berglund
- Sista tåget hem - Anders Mathlein
- Spelarna - Anders Mathlein
- Spådomen - Inger Alfvén
- Spökryttaren - Göran Hägg
- Svarten - Niklas Rådström
- Taxi - Niklas Rådström
- Tillbaka till naturen - Göran Hägg
- Träden tar hämnd - Ingemar Unge
- Två systrar - Gunnar Ohrlander
- Vargen finns - Anderz Harning
- Vår i augusti - Pelle Berglund
- Återseendet - Ove Säverman
- Äventyr i potatisbranschen - Per Gunnar Evander